# Betta pugnax
Combattant de Penang
Espèce
Statut de conservation UICN

 LC  : Préoccupation mineure
Betta pugnax, le Combattant de Penang, est une espèce de poissons d'eau douce de la sous-famille des Macropodusinae (famille des Osphronemidae). Cette espèce appartient au groupe des Betta pugnax, qui regroupe 14 espèces de poissons.

## Description
Betta pugnax peut mesurer jusqu'à 67 mm, queue non comprise, voire jusqu'à 120 mm pour les populations les plus grandes. Même si la provenance géographique influe sur la taille des populations, Betta pugnax mesure parfois très légèrement plus en aquarium pour les plus grands et les plus vieux spécimens[réf. nécessaire].
Il se différencie des autres espèces du groupe « pugnax » par : 
- la présence de barres verticales sur le corps ;
- l'absence de marques sombres (noire) en dessous des bandes postorbitaires operculaires ;
- la présence de barres transversales dorsale ;
- la présence chez les mâles, de barre transversale sur la nageoire caudale ;
- les écailles sont de couleurs verdâtres irisées bleuâtres sur l'opercule et le corps ;
- une bande rouge avec subdistale noire est présente sur la nageoire anale ;
- l'absence de bord sombre (noir) sur la nageoire caudale.

### Dimorphisme sexuel
Betta pugnax est une espèce très simplement différentiable à l'âge adulte. En effet, le mâle possède une tête plus large que la femelle ainsi que les nageoires pelviennes plus effilées et un opercule qui devient vert brillant avec des reflets suivants l'éclairage. Reflets nettement plus appréciables lorsque l'eau est acide et un peu teintée brunâtre de tanin. De manière générale, chez le mâle, les nageoires sont plus en pointes et l'aspect plus robuste.

## Répartition
Betta pugnax est une espèce endémique de l'Asie. C'est une espèce Osphronemidae originaire et assez commune de la forêt ruisselante de la péninsule Malaise, du Cambodge, de la Thaïlande, du Viet Nam, de l'île de Bornéo et de Sumatra. Betta pugnax a été décrit à partir d'une population qui peuple l'État de Penang en Malaisie. Betta pugnax a également été introduite à Guam. (Différents points de collectes de l'espèce sur "SMP".)

## Noms vernaculaires
Betta pugnax porte en français le nom vernaculaire de « Combattant de Penang ». 
En anglais, il se nomme communément « Forest bett » à Singapour, « Malayan betta » et « Penang betta » aux États-Unis.

## Systématique
Le nom valide complet (avec auteur) de ce taxon est Betta pugnax (Cantor, 1849).
L'espèce a été initialement classée dans le genre Macropodus sous le protonyme Macropodus pugnax Cantor, 1849,.
Betta pugnax a pour synonymes :
- Betta brederi Myers, 1935
- Betta macrophthalma Regan, 1910
- Macropodus pugnax Cantor, 1849

« Betta pugnax » est également utilisé pour définir un groupe d'espèces. Ce groupe est connu sous le nom anglais de « Betta pugnax species group » ou « Complexe de Betta pugnax ». Les membres de ce groupe partagent des caractéristiques communes telles que la présence d'une barre au menton, l'absence de marques sombres sous la bande postorbitale sur l'opercule, et la présence de barres transversales sur la nageoire dorsale. Ces caractéristiques permettent de différencier les membres de ce groupe des autres espèces de Betta. Le groupe est composé de 14 espèces :
- Betta pugnax (Cantor, 1849)
- Betta fusca Regan, 1910
- Betta schalleri Kottelat & Ng, 1994
- Betta prima Kottelat, 1994
- Betta enisae Kottelat, 1995
- Betta pulchra Tan & Tan, 1996
- Betta breviobesus Tan & Kottelat, 1998 (taxon non accepté, synonyme de Betta breviobesa Tan & Kottelat, 1998)[9]
- Betta lehi Tan & Ng, 2005
- Betta stigmosa Tan & Ng, 2005
- Betta cracens Tan & Ng, 2005
- Betta raja Tan & Ng, 2005
- Betta apollon Schindler & Schmidt, 2006
- Betta ferox Schindler & Schmidt, 2006
- Betta kuehnei Schindler & Schmidt, 2009

## Étymologie
Le nom de genre Betta provient de « Ikan Wader bettah » (ikan signifiant poisson), le nom local javanais de B. trifasciata (= B. picta) dans le dialecte javanais d'Ambarawa. « Ikan Wader » est un nom javanais commun pour les petits poissons d'eau douce, notamment les cyprinidés (terme déjà utilisé en vieux javanais),.
Le nom spécifique pugnax signifie brave, combattant, provocateur. Attribué en référence au « Pla Kat » (poisson combattant) de Thaïlande, dont « l'exposition des combats est un divertissement populaire chez les habitants du « Siam ».

## Publication originale
- (en) Theodore Cantor, « Catalogue of Malayan fishes », Journal of the Asiatic Society of Bengal, Inde, vol. 18, no 2,‎ octobre 1849, p. 981-1443 (ISSN 0368-1068, lire en ligne, consulté le 30 mars 2025).

## Aquariophilie

### Maintenance
Betta pugnax est une espèce qui vit entre 4,5 et 7,5 de pH dans son milieu, suivant sa provenance géographique et avec une température qui vacille entre 24 et 28 °C (dH entre 5 et 12). Ce poisson est assez résistant et tolérant que l'on est susceptible de rencontrer dans de bien diverses habitat. En effet, cette espèce se rencontre et peuple les petits cours d'eau qui coulent des forêts, souvent partiellement ombragé, et boisé, dans et sous la végétation submergé des berges, au niveau du substrat de feuilles mortes, et en décomposition ou entre et dans les racines immergées "mangrove" des arbres surplombant les ruisseaux et cours d'eau ; mais également, par endroits, entre les plantations d'ananas et les petits canaux dans les plantations de caoutchoucs ou encore, parfois, dans des eaux restreintes créées par la construction de routes. Un volume minimal d'une trentaine de litres est indispensable pour un couple en spécifique. En aquarium Betta pugnax est une espèce qui se maintient globalement assez bien à un pH légèrement acide de 6,5 (7 = neutre) et avec une préférence pour des agencements faits de racines en abondance et de végétation. Quelques fruits d'aulnes (Betulaceae) et feuilles de chênes ou de hêtres peuvent être conseillés pour faire tampon et recréer partiellement les fonds qu'ils sont susceptibles de rencontrer (feuilles insérées après avoir été lavées et bouillies et en surveillant le pH pour qu'il ne devienne pas trop acide). On pourra compléter le décor en ajoutant des débris de racines déposés çà et là pour reproduire son environnement naturel.

### Alimentation
Betta pugnax se nourrit dans son milieu naturel de larves de moustiques. Il semble que l'espèce ait parfois été utilisée pour la lutte contre les insectes. En aquarium, Betta pugnax est assez tolérant avec bien entendu une préférence pour les nourritures fraiches vivantes et congelées, telles que les larves d'insectes (Culicidés), artémias, daphnies, petits krills, tubifex et autres petites proies adaptées à sa gueule.

### Reproduction
La ponte a lieu dans une dépression ménagée sur le substrat. La femelle pond au moins une centaine d'œufs qui éclosent vers le troisième jour puis les larves sont incubées par le mâle pendant une durée d'environ quatorze jours, variant d'un ou deux jours selon les conditions physico-chimiques de l'eau (température, pH…).